# جوي بروك (ممثلة)
جوي بروك (بالإنجليزية: Joy Brook)‏ هي ممثلة بريطانية، ولدت في 9 مايو 1969 في سكاربورو في المملكة المتحدة.

## وصلات خارجية
- جوي بروك على موقع IMDb (الإنجليزية)
- جوي بروك على موقع قاعدة بيانات الفيلم (الإنجليزية)